# Ando Saeko
Ando Saeko (安藤 彩英子 (An Đằng Thải Anh Tử)) (sinh năm 1968) là một họa sĩ người Nhật sinh sống và làm việc lâu năm tại Việt Nam. Bà là một nữ họa sĩ người ngoại quốc tiêu biểu đã dành nhiều năm ở Việt Nam học tập, tìm hiểu và sáng tác tranh sơn mài, trở thành một tác giả có phong cách sáng tạo riêng. Ando còn được mệnh danh là "đại sứ sơn mài của Việt Nam" và là người nước ngoài đầu tiên được kết nạp Hội Mỹ thuật Hà Nội.

## Thân thế
Ando Saeko sinh năm 1968 tại thành phố Nagoya, tỉnh Aichi, Nhật Bản. Niềm đam mê về nghệ thuật sau này của bà bắt nguồn từ việc bà từng được đi học kí họa và trưởng thành trong một gia đình yêu nghệ thuật. Sau một năm học trung học ở Mỹ theo một chương trình trao đổi học sinh, Ando quay về Nhật Bản. Bà được nhận bằng cử nhân chuyên ngành Triết học vào năm 1992 tại Khoa Triết học, Trường Văn học của Đại học Waseda.
Sau khi học xong ngành Triết học phương Đông và Nghệ thuật Nhật Bản tại Đại học Waseda, Ando trở thành một tiếp viên hàng không của Japan Airlines. Trong suốt thời gian đó, bà đã đi nhiều nơi trên thế giới và bị hấp dẫn bởi nhiều hình thức nghệ thuật mà mình đã gặp. Ando đã nghỉ làm tiếp viên hàng không vào năm 1994 và theo đuổi nghệ thuật để trở thành một họa sĩ.

## Sự nghiệp

### Bước đầu học vẽ tranh sơn mài
Tháng 10 năm 1995, bà chuyển đến Việt Nam sống trong một phòng nhỏ cho thuê ở phố Cầu Gỗ sau đó sang khu ký túc xá tại Trường Đại học Bách khoa Hà Nội. Saeko thường đi qua những nơi trưng bày sản phẩm nghệ thuật trong khu phố cổ Hà Nội và bị cuốn hút bởi nghệ thuật sơn mài Việt Nam. Điều này cũng bắt nguồn từ việc khi mua sắm ở phố cổ, bà đã gặp đồ mỹ nghệ sơn mài bắt mắt nhưng chất lượng kém nên đã dành tâm sức tìm câu trả lời. Khi càng hiểu sơn mài Việt, bà càng đam mê và quyết định gắn bó với sơn mài tới giờ.
Năm 1996, Ando đến học tranh sơn mài với họa sĩ Trịnh Tuấn. Khi Trịnh Tuấn dần bận rộn với các triển lãm quốc tế, Andoo muốn tìm cho mình một người thầy khác. Năm 1997, qua họa sĩ Bùi Tuấn Thành giới thiệu, bà đến xưởng tìm nghệ nhân Doãn Chí Trung để học sáng tác tranh sơn mài. Năm 2000, bà là người nước ngoài đầu tiên được trở thành một trong những thành viên của Hội Mỹ thuật Hà Nội. Là một họa sĩ sơn mài, Ando đã vẽ và mang các tác phẩm của mình đi triển lãm không chỉ ở Việt Nam mà còn cả ở các quốc gia khác trên thế giới. Bà cũng từng làm công việc nghiên cứu về nghệ thuật sơn mài ở các nước Châu Á, trong đó có Nhật Bản và Việt Nam, đồng thời Ando cũng chia sẻ những thành tựu trong nghiên cứu của mình với công chúng qua nhiều buổi thuyết trình, hội nghị và hội thảo mà bà tham gia.

### Dạy vẽ và tổ chức triển lãm
Năm 2004, Ando quyết định nhận dạy vẽ, sau khi có quá nhiều người học, bà quyết định cùng những người bạn mở lớp học sáng tác tranh sơn mài mang tên "Cây Sơn" ở Hà Nội để dạy vẽ tranh sơn mài. Học viên của bà chủ yếu là người có quốc tịch Nhật Bản cùng một số nước khác. Lớp học này còn có mục đích giới thiệu tranh sơn mài Việt Nam ra thế giới, đặc biệt là việc đưa vào thị trường Nhật Bản. Đến năm 2006, bà đã tổ chức 6 triển lãm ở Hà Nội và Thành phố Hồ Chí Minh, tổ chức triển lãm tranh sơn mài Việt Nam ở Nhật Bản. Trước thảm họa động đất và sóng thần năm 2011 tại Tōhoku, Ando Saeko đã bày tỏ sự đau thương và mong Nhật Bản "sớm vượt qua thảm họa này".
Năm 2013, nhân kỷ niệm 40 năm quan hệ ngoại giao Việt Nam – Nhật Bản, Ando đã mở một triển lãm mĩ thuật mang tên "Nhật Bản trong Tôi" diễn ra tại Trung tâm Giao lưu Văn hóa Nhật Bản tại Hà Nội từ ngày 9 tháng 11 đến 1 tháng 12. Đây là lần đầu tiên, "đặc tính Nhật Bản" cùng triết lý và thẩm mỹ của bà sẽ được giới thiệu đến với công chúng. Cũng trong triển lãm lần này, ngoài việc trưng bày các tác phẩm nghệ thuật, bà còn giới thiệu những câu chuyện ngắn kèm theo do chính bản thân biên soạn nhằm giải thích những "bí ẩn" trong tác phẩm của mình. Buổi triển lãm tranh sơn mài này đã được đánh giá là thành công với sự đón nhận của nhiều lượt khách tới xem.
Thời điểm năm 2020, bà thành lập công ty SAEKO ANO & CO, một công ty sản xuất và bán các sản phẩm sơn mài ở Quảng Nam chỉ sử dụng sơn ta, vốn không có người làm điều này vào thời điểm đó. Trong năm 2020, một triển lãm dành riêng cho nghệ thuật sơn mài truyền thống tại Hà Nội đã được tổ chức với 100 nghệ sĩ trưng bày tranh của họ, trong đó có Ando. Triển lãm này đã được Sách Kỷ lục Việt Nam (Viet Kings) công nhận là "Triển lãm nghệ thuật sơn mài truyền thống có số lượng tác giả nhiều nhất".
Cuối năm 2021, một dự án opera mới mang tên "Công nữ Anio" đã được ra mắt để chào mừng kỷ niệm 50 năm thiết lập quan hệ ngoại giao giữa Nhật Bản và Việt Nam. Dự án này được khởi xướng nhằm thúc đẩy giao lưu và hữu nghị Nhật Bản-Việt Nam thông qua âm nhạc và sẽ được biểu diễn tại Nhà hát Lớn Hà Nội vào tháng 9 năm 2023. Ando được đảm nhậm công việc giám đốc hình ảnh. Nội dung và chủ đề của vở opera này lấy mô típ dựa trên câu chuyện tình yêu có thật giữa công nữ Ngọc Hoa (công nữ Anio) của Hội An – Việt Nam và Araki Sotaro, một thương nhân tỉnh Nagasaki – Nhật Bản vào thời mậu dịch Châu Ấn thuyền ở đầu thế kỷ 17.

## Đời tư
Sau khi trải qua một trận ốm nặng khi đang du lịch tại Việt Nam năm 1995, Ando quyết định ở lại Việt Nam để sống và coi quốc gia này như "quê hương thứ hai" của bản thân. Thậm chí bà còn cho biết "sẽ ở lại Việt Nam đến cuối đời". Ando kết hôn với Mark, một kỹ sư xây dựng người Anh từ năm 2001. Gia đình bà sống ở Việt Nam, trong đó có 2 người con trai đều sử dụng tiếng Việt và từng đi học tại Việt Nam. Việc quyết định gắn bó với Việt Nam, nói thông thạo tiếng Việt và am hiểu và say mê văn hóa Việt Nam, Ando tự nhận bản thân đã bị "đồng hóa".
Năm 2014, bà bắt đầu sinh sống và làm việc ở Thành phố Hồ Chí Minh khi chồng bà bắt đầu thực hiện một dự án ở phía nam thành phố. Ando tiếp tục mở một xưởng vẽ ở Quận 7 để tiếp tục công việc sáng tạo sơn mài. Khi nhận thấy thành phố này quá tấp nập và ô nhiễm để nuôi dạy con cái, bà quyết định chuyển đến thành phố Hội An nhằm tận hưởng một cuộc sống yên bình hơn.

## Nhận định
Trang Art in Asia cho biết Ando đã thành thạo nghệ thuật tranh sơn mài Việt Nam, dù bà chưa bao giờ được đào tạo tranh sơn mài tại Nhật Bản. Những tác phẩm của bà mô tả những khía cạnh của đời sống trong thế giới tự nhiên mà con người thường không chú ý đến. Với kỹ thuật sử dụng sơn mài và sử dụng màu sắc, Ando sáng tạo ra những nhân vật "mê hoặc, mang trong mình những câu chuyện rất riêng". Cũng theo đó, Ando đã tạo ra những "ảo giác" trong kết cấu bằng cách sử dụng nhiều màu sắc và chất liệu trong những lớp màu phức tạp cho đến khi tác phẩm của bà giống với hình ảnh ba chiều. Ando chọn cách thể hiện sơn mài phẳng (khác với sơn mài lồi lõm truyền thống của Việt Nam) vì muốn tôn vinh độ bóng của sơn mài Việt Nam. Bà đã tạo ra cho sơn mài một góc nhìn mới "vừa cổ điển vừa hiện đại".  Một trang web nhận định các tác phẩm nghệ thuật của bà vốn không "tĩnh" mà mang đậm sự thay đổi khiến người xem phải suy ngẫm về sự nhất thời của tự nhiên.
Mặc dù những chất liệu và kỹ thuật mà Ando sử dụng để sáng tác đều là của sơn mài Việt Nam, nhưng các nhà phê bình nghệ thuật cũng như cộng đồng nghệ sĩ đều công nhận rằng trong mỗi tác phẩm của bà đều có biểu hiện của tinh thần Nhật Bản. Nhiều người đánh giá tranh của Ando đậm phong cách Nhật nhưng được thể hiện qua kỹ thuật sơn mài của Việt Nam. Một người quản bảo tàng nghệ thuật tại Luân Đôn đã gọi điện mong muốn được mua bức "Bông tuyết thiên hà" của Ando và còn nói "khả năng truyền cảm của chất liệu sơn tự nhiên đã hàn gắn tâm hồn tôi."

## Quan điểm nghệ thuật
Ando Saeko thường tự làm từ hết tất cả các công đoạn sáng tác tranh sơn mài từ chọn màu sơn đến bồi, vẽ, mài, ủ...  Bà không sử dụng sơn công nghiệp như nhiều họa sĩ tại Việt Nam, kể cả những họa sĩ rất nổi tiếng. Nữ họa sĩ sẽ tìm mua sơn của một thợ sơn làm nghề truyền thống có kinh nghiệm lâu năm, tự mài thủ công, nỗ lực để làm nổi bật những khả năng mà chất liệu, kỹ thuật sơn mài Việt Nam có được. Bà theo đuổi dòng tranh ý nghĩa của sự Thiền định. Trong khi đó, báo Tiền phong gọi bà là "Đại sứ tranh sơn mài của Việt Nam" và cho biết tranh của Ando lại thể hiện tình yêu thiên nhiên, tâm hồn trẻ thơ. Nữ họa sĩ cho biết bản thân thích vẽ tranh khổ nhỏ, vì với tranh khổ nhỏ, "cảm hứng trong tôi càng nhiều hơn".
Nói về tranh sơn mài tại Việt Nam, Ando bày tỏ sự "xót xa" vì có thời điểm nhiều họa sĩ Việt Nam nhằm vẽ và bán được nhiều tranh đã kinh doanh sản phẩm với giá thành hạ thấp, sử dụng cả sơn công nghiệp cùng những chất liệu kém chất lượng khác song vẫn giả mạo là sơn mài nguyên gốc khiến công chúng bị nhầm lẫn. Ando còn khám phá ra nhiều nét tương đồng giữa sơn mài Việt Nam và Nhật Bản. Bà cho rằng do sơn nguyên bản (còn gọi là sơn ta) Việt Nam không phù hợp cho nghệ nhân sử dụng trang trí đồ vật, nhưng nếu được sử dụng để vẽ tranh sơn mài thì "hợp lý". Bà cũng bày tỏ kỹ thuật đặc trưng của tranh sơn mài Việt Nam là được tạo nên bởi nhiều lớp màu, chất phong phú để tạo ra hiệu quả phức tạp khi đem mài ra. Để làm việc đó, chất sơn rắn như của Nhật Bản "không phù hợp". Theo bà, cây Rhus Succedanea cho nhựa sơn mài tốt nhất ở Việt Nam có vị trí ở huyện Tam Nông, tỉnh Phú Thọ.